# 香港凤仙花
香港凤仙花（学名：[Impatiens hongkongensis] 错误：{{Lang}}：文本有斜体标记（帮助）），为凤仙花科凤仙花属下的一个植物种。花黃色，分佈在香港和深圳高山。